# Marguerite Audoux
Marguerite Audoux (Sancoins, Cher, 7 de juliol de 1863 - Saint-Raphaël, Var, 31 de gener de 1937), va ser una novel·lista francesa coneguda sobretot per la seva novel·la Marie-Claire, que va rebre el premi Vie Heureuse (avui dia, premi Fémina) el 1910 i que va donar nom a la revista femenina Marie-Claire, fundada el mateix any de la mort d'Audoux.

## Biografia
Marguerite Audoux era filla d'un fuster i una dona que treballava per a famílies burgeses. El seu cognom de naixement era Donquichotte, el mateix que havien posat a son pare, que era un expòsit, a l'asil on el van recollir. Ella va adoptar després el cognom Audoux, que era el de la mare. 
Quan Marguerite Audoux tenia tres anys i la seva germana sis, la mare va morir de tuberculosi i el pare, que va començar a abusar de l'alcohol, les va abandonar. Va créixer a un orfenat de Bourges regit per monges fins que als tretze anys van enviar-la a servir a casa d'un sastre. A causa del maltractament que rebia i les moltes hores que la feien treballar, va escapar-se i va tornar a l'orfenat. Uns mesos després la superiora de l'orfenat li va trobar una feina de pastoreta en una granja de Sologne. En la seva obra autobiogràfica anomenada Marie-Claire escriu que és en aquest lloc a on va sentir atracció per la lectura gràcies a la troballa d'una edició del llibre Les aventures de Telèmac.
A la granja va enamorar-se del germà de la mestressa, la qual, en assabentar-se'n, la va acomiadar i Audoux, amb divuit anys, va marxar a París, on va treballar de cosidora durant vint anys, una època en què el seu treball no sempre li donava per menjar cada dia. En arribar a París, Adoux va intentar trobar suport en la seva germana, que ja hi vivia, però la germana no va fer-li cas. Malgrat això, el 1883 la germana li porta la seva filla Yvonne, encara bebè, perquè li cuidi «durant uns quants dies,» però mai no va tornar a recollir-la. Anys més tard, Adoux també es farà càrrec dels fills que va tenir la neboda. El 1895 Adoux va obrir el seu propi taller de costura, al barri parisenc de Montparnasse.
Una malaltia de la vista obliga Adoux a deixar de cosir i és quan es decideix a escriure els seus records. Amb l'obra Marie-Claire es va donar a conèixer en els ambients literaris amb cent mil exemplars venuts. Però a més té altres obres com L'atelier de Marie Claire, De la ville au moulin i Le chaland de la Reine.